# جیمز لارنس
جیمز لارنس (انگلیسی: James Lawrence؛ زادهٔ ۲۲ اوت ۱۹۹۲) بازیکن فوتبال اهل بریتانیا است.
از باشگاه‌هایی که در آن بازی کرده‌است می‌توان به باشگاه فوتبال اسپارتا روتردام، باشگاه فوتبال آژاکس آمستردام، باشگاه ورزشی آ اس ترنچین، باشگاه فوتبال اندرلشت، باشگاه فوتبال سن پائولی و باشگاه فوتبال والویک اشاره کرد.
وی همچنین در تیم ملی فوتبال ولز بازی کرده‌است.